# Мелнишка епархия (Богомилска църква)
 Тази статия е за богомилската епархия.  За православната вижте Мелнишка епархия.  
Мелнишката богомилска епархия (на латински: Ecclesia Melinguae) е богомилска църковно-административна единица, засвидетелствана във II половина на XII век с център в град Мелник, тогава във Византия. Мелнишката община е представена на еретическия събор в град Сан Феликс дьо Караман, Южна Франция, в 1167 година от Никита, епископа на Константинополската богомилска община, на която е била подчинена. На събора Никита инструктира събралите се катарски епископи:
| „ | Помолихте ме да ви кажа дали правилата на ранната църква са умерени или строги. Казвам ви, че Седемте църкви на Азия бяха различни и отделени, и че нито една от тях не правеше нещо, което по някакъв начин да противоречи на друга. Сега църквите на Романия, Драговица, Мелник, България и Далмация са различни и отделни и никоя от тях не прави нещо, което да противоречи на друга. Затова те са в мир помежду си. Правете и вие така. | “ |